# Tiano Da Silva
Tiano Da Silva, né le 17 avril 2001 à Modderfontein (en), est un coureur cycliste sud-africain.

## Palmarès sur route

### Par année
- 2018
  - 3e étape du Panorama Tour (avec Kieran Correia)
  - 2e du championnat d'Afrique du Sud sur route juniors
- 2019
  -  Champion d'Afrique du Sud sur route juniors[1],[2]
  -  Champion d'Afrique du Sud du contre-la-montre juniors
- 2022
  -  Champion d'Afrique du Sud du contre-la-montre espoirs
  -  Médaillé de bronze du championnta d'Afrique sur route espoirs
- 2023
  - 3e du championnat d'Afrique du Sud du contre-la-montre espoirs

## Palmarès sur piste

### Championnats d'Afrique
- 2019
  -  Champion d'Afrique de course aux points juniors
  -  Champion d'Afrique de scratch juniors
  -  Médaillé d'argent de l'omnium juniors
  -  Médaillé de bronze de l'américaine juniors

### Championnats nationaux
- 2019[2]
  -  Champion d'Afrique du Sud de poursuite juniors
  -  Champion d'Afrique du Sud de poursuite par équipes juniors
  -  Champion d'Afrique du Sud de vitesse par équipes juniors
  -  Champion d'Afrique du Sud du kilomètre juniors
  -  Champion d'Afrique du Sud de l'américaine juniors
  -  Champion d'Afrique du Sud de scratch juniors
  -  Champion d'Afrique du Sud de l'omnium juniors
- 2025
  - 2e du championnat d'Afrique du Sud de poursuite[3]